# Allogymnopleurus chloris
Allogymnopleurus chloris är en skalbaggsart som beskrevs av Johann Christoph Friedrich Klug 1855. Allogymnopleurus chloris ingår i släktet Allogymnopleurus och familjen bladhorningar. Inga underarter finns listade i Catalogue of Life.